# 越南共产党第十三届中央委员会
越南共产党第十三届中央委员会（越南语：／*/?）由越南共产党第十三次全国代表大会于2021年1月30日选举产生，成员包括中央委员和中央候补委员。随后举行的第一次全体会议上选出包括最高领导人职务的中央委员会总书记、最高决策机关中央政治局、中央办事机关中央书记处、最高监察机关中央检查委员会等中央领导机构及相关负责人。并由新选出的政治局任命最高军事机关中央军事委员会等及其相关负责人。

## 中央委员会委员
1月30日，越共十三大公布越共第十三届中央委员会委员名单，其中包括180名正式委员和20名候补委员。其中120名委员再次当选，80名委员首次当选，有19名女性委员，13名少数民族委员，最年轻正式委员为42岁的阮英俊，最年轻候补委员为38岁的梅阿往。
1. 杨文安，越共平顺省委书记
2. 朱玉英，越共河内市委副书记、河内市人民委员会主席
3. 阮尹英，越南国防部第四军区司令、人民军中将军衔
4. 阮黄英，企业国有资产管理委员会主席
5. 阮翠英，越南国会社会问题委员会主任
6. 陈俊英，越南工贸部部长
7. 杜青平，越共坚江省委书记
8. 杨青平，越南国会常务委员会民愿委员会主任
9. 阮和平，越共中央书记处书记、越南最高人民法院院长
10. 裴明珠，越共富寿省委书记、富寿省人民议会主席
11. 黎进珠，越共后江省委书记
12. 杜文战，政府民族委员会主任、部长
13. 黄春战，越南国防部副部长、上将军衔
14. 黄唯征，越共北件省委书记
15. 梅文正，越共中央组织部副部长
16. 范明正，
17. 阮新疆，国防部副部长、人民军上将军衔
18. 裴文强，越共得乐省委书记
19. 梁强，越共中央书记处书记；越南人民军总政治局主任、人民军大将军衔
20. 吴志强，越共茶荣省委书记
21. 阮孟强，越共中央对外部副部长
22. 阮富强，越共同奈省委书记、同奈省人民议会主席
23. 潘越强，越共广南省委书记、广南省人民议会主席
24. 陈国强，越共中央内政部副部长
25. 武德儋，越南政府副总理
26. 阮文名，前越共江省委书记、前江省人民议会主席
27. 黄成达，越南科学与技术部部长
28. 阮鸿延，越共中央宣教部副部长
29. 阮克定，越共庆和省委书记
30. 梁国段，越南农民协会副主席
31. 阮国段，越共承天顺化省委副书记
32. 阮友东，越共山罗省委书记
33. 陶玉容，越南劳动荣军与社会部部长
34. 丁进勇，越南财政部部长
35. 胡国勇，越共平定省委书记、平定省人民议会主席
36. 黄忠勇，越共河静省委书记、河静省人民议会主席
37. 阮志勇，越南计划与投资部部长
38. 武文勇，越共中央内政部常务副部长
39. 阮文得，越共隆安省委书记、隆安省人民议会主席
40. 阮光阳，越共中央组织部副部长
41. 范大阳，越共越共富安省委书记
42. 杜德唯，越共安沛省委书记
43. 阮文熊，越南国防部第九军区政委、人民军少将军衔
44. 潘文江，越南人民军总参谋长；越南国防部副部长、人民军上将军衔
45. 阮氏秋河，越共宁平省委书记
46. 陈红河，越南自然资源与环境部部长
47. 武海河，越南国会对外委员会副主任
48. 黎庆海，国家主席办公厅副主任
49. 吴东海，越共太平省委书记
50. 阮德海，越南国会财政预算委员会主任
51. 阮青海，越共太原省委书记
52. 阮进海，越共金瓯省委书记
53. 阮文贤，越南人民军防空空军军种副司令兼参谋长、人民军少将军衔
54. 裴氏明怀，越共中央检查委员会常务副主任
55. 黎明欢，越南农业与农村发展部副部长
56. 阮氏红，越南国家银行行长
57. 段明训，《共产主义》杂志总编辑
58. 王廷惠，越共河内市委书记
59. 黎国雄，越南公安部副部长、少将警衔
60. 吕文雄，越共薄辽省委书记
61. 阮孟雄，信息与传媒部部长
62. 阮文雄，越共中央检查委员会委员
63. 阮文雄，越南文化体育与旅游部副部长
64. 杜仲兴，越共清化省委书记、清化省人民议会主席
65. 黎明兴，
66. 陈进兴，越共河静省委副书记、河静省人民委员会主席
67. 黎光辉，越南国会科学技术与环境委员会副主任
68. 鸟格惹，越共中央民运部常务副部长
69. 衣清河涅儋，中央企业党委书记
70. 黎明慨，越南政府监察总署总监察长
71. 阮廷康，越南劳动总联合会主席
72. 邓国庆，越共河江省委书记
73. 陈越科，国防学院院长、人民军中将军衔
74. 阮春记，越共广宁省委书记、广宁省人民议会主席
75. 朱文林，越共宣光省委书记
76. 苏林，越南公安部部长、公安大将警衔
77. 陶红兰，越共北宁省委书记
78. 黄氏翠兰，越共永福省委书记、永福省人民议会主席
79. 候阿令，越南祖国阵线中央委员会副主席兼秘书长
80. 阮红领，越共中央民运部副部长
81. 阮文利，越共平福省委书记
82. 黎成龙，越南司法部部长
83. 阮青龙，越南卫生部部长
84. 武明良，越南国防部副部长、人民军上将军衔
85. 黎长刘，越共承天顺化省委书记、承天顺化省人民议会主席
86. 张氏梅
87. 潘文买，越共槟椥省委书记、槟椥省人民议会主席
88. 林文敏，越共朔庄省委书记、朔庄省人民议会主席
89. 陈青敏，越南祖国阵线中央委员会主席
90. 黎光孟，越共芹苴市委书记
91. 珠文明，越南科学技术翰林院院长
92. 黎国明，越南通讯社党委书记、越南通讯社副社长
93. 范平明，越南政府副总理；越南外交部部长
94. 陈宏明，越南国防部国防工业总局主任
95. 赖春门，越共高平省委书记
96. 江袍美，越共莱州省委书记
97. 范怀南，越南国防部副部长、人民军海军中将
98. 陈文南，越共平阳省委书记
99. 阮文年，越共胡志明市委书记
100. 何氏娥，越南妇女联合会主席
101. 黎氏娥，越南国会司法委员会主任
102. 阮青毅，越南建设部副部长
103. 阮友义，越共中央经济部副部长
104. 阮仲义，越南人民军总政治局副主任、人民军上将军衔
105. 裴文严，越共永隆省委常务副书记、永隆省人民议会主席
106. 陈青严，越南人民军海军军种司令、人民军海军少将
107. 阮唯玉，越南公安部副部长、中将军衔
108. 阮光玉，越南国防部第三军区司令、少将军衔
109. 泰大玉，越南国防部第五军区司令、中将军衔
110. 胡文年，越共嘉莱省委书记
111. 阮海宁，越共中央办公厅副主任
112. 胡德福，越南国家审计署审计长
113. 邓春峰，越共老街省委书记、老街省人民议会主席
114. 段洪峰，越共南定省委书记
115. 黎国峰，越共同塔省委书记
116. 阮成峰，越共胡志明市委副书记、胡志明市人民委员会主席
117. 阮春福，越南政府总理
118. 陈光方，越南人民军总政治局副主任、人民军上将军衔
119. 武海军，胡志明市国家大学校长
120. 陈德郡，越共林同省委书记、林同省人民议会主席
121. 裴日光，越南社会科学翰林院院长
122. 黄登光，越共中央组织部副部长
123. 黎红光，最高人民法院常务副院长
124. 黎玉光，越南电视台副台长
125. 梁三光，越南公安部副部长、公安中将警衔
126. 陈流光，越共胡志明市委常务副书记
127. 阮文广，越共岘港市委书记
128. 蔡青贵，越共乂安省委书记
129. 郑文决，越南国防部第二军区党委书记、政委、人民军中将军衔
130. 陈文若，越共永隆省委书记
131. 武海产，越南国防部副部长、人民军中将军衔
132. 裴青山，越南外交部常务副部长
133. 阮金山，河内国家大学理事会主席、校长
134. 陈文山，越南政府办公厅副主任
135. 杜进士，越共兴安省委书记
136. 阮成心，越共西宁省委书记、西宁省人民议会主席
137. 杨文泰，越共北江省委书记、北江省人民议会主席
138. 黎德泰，边防部队党委副书记、司令
139. 阮宏泰，越南国防部第一军区司令、人民军中将军衔
140. 范春升，越共海阳省委书记
141. 黄战胜，越南人民军副总参谋长、人民军中将军衔
142. 阮长胜，越南国防部第七军区司令
143. 阮文胜，越共奠边省委书记
144. 阮春胜，越共中央理论委员会主席；胡志明国家政治学院院长
145. 范必胜，越南国会文化教育青少年和儿童委员会副主任
146. 陈德胜，越共中央检查委员会副主任
147. 武大胜，越共广平省委书记
148. 林氏芳清，越共谅山省委书记
149. 阮德青，越共宁顺省委书记、宁顺省人民议会主席
150. 阮氏清，越共中央组织部副部长；越南国会代表工作委员会副主任
151. 范曰青，越共巴地头顿省委书记
152. 陈士青，越南国会办公厅副主任
153. 武鸿青，越南国会经济委员会主任
154. 黎文成，越共海防市委书记、海防市人民议会主席
155. 严春成，越南外贸股份商业银行董事长
156. 阮文体，越南交通运输部部长
157. 黎德寿，越南工商股份商业银行董事长
158. 武文赏
159. 黎氏水，越共河南省委书记
160. 陈国祖，越南公安部副部长、公安中将警衔
161. 黎晋进，越南公安部副部长、公安少将警衔
162. 范氏清茶，越共中央组织部副部长；内务部副部长
163. 潘廷镯
164. 杨文庄，越共昆嵩省委书记
165. 黎明智，越南最高人民检察院检察长
166. 阮富仲，越共第十一届、十二届中央委员会总书记、中央军事委员会书记，越南国家主席
167. 黎淮忠，越南外交部副部长
168. 阮廷忠，越共得农省委副书记、得农省人民委员会主席
169. 陈锦秀
170. 吴文俊，越共和平省委书记
171. 阮英俊，胡志明共青团中央第一书记
172. 范嘉足，越共中央内政部副部长
173. 黄青松，越南国会法律委员会主任
174. 黎光松，越共广治省委书记
175. 阮氏线，越共河内市委常务副书记
176. 裴氏琼云，越共广义省委书记、广义省人民议会主席
177. 黄晋越，中央直属机关党委书记
178. 阮得荣，越共中央办公厅副主任
179. 黎辉咏，越南国防部副部长、人民军上将军衔
180. 武氏映春，越共安江省委书记[3]

### 中央委员会总书记
2021年1月31日，越南共产党第十三届中央委员会第一次全体会议选举阮富仲为中央委员会总书记和中央军事委员会书记。但阮富仲於2024年7月19日逝世，其後8月3日召開中委會議，以全票通過由國家主席蘇林接任。 
- 中央委员会总书记：蘇林

### 中央政治局委员
2021年1月31日，越南共产党第十三届中央委员会第一次全体会议选举产生越南共产党第十三届中央政治局委员18人。
- 中央政治局委员：阮富仲、阮春福、范明政、王廷惠、陈俊英、阮和平、梁强、丁进勇、潘文江、苏林、张氏梅、陈青敏、范平明、阮文年、阮春胜、武文赏、潘廷镯、陈锦秀[4]

2022年12月30日，越南共产党第十三届中央委员会特别会议同意范平明辞去越共第十三届中央政治局委员、中央委员职务。
2023年1月17日，越南共产党第十三届中央委员会同意阮春福辞去越共第十三届中央政治局委员、中央委员等职务。

### 中央书记处书记
2021年1月31日，越南共产党第十三届中央委员会第一次全体会议选举产生越南共产党第十三届中央书记处书记5人。（另：中央政治局也会指派若干名政治局委员参加书记处工作）
- 中央书记处书记：杜文战、裴氏明怀、黎明兴、黎明慨、阮仲义

## 中央委员会候补委员
1. 阮淮英，越共平顺省委常务副书记、平顺省人民议会主席
2. 黎海平，对外通讯报道工作指导委员会专职副主任；中央宣教部国际合作与对外通讯司司长
3. 武志功，朔庄省委组织部部长
4. 裴世唯，科学与技术部副部长
5. 武孟河，河江省委宣教部部长、河江省黄树皮县委书记
6. 阮龙海，越共北件省委副书记、省人民委员会主席
7. 孙玉幸，平福省同帅市委书记
8. 阮文孝，胡志明市守德市市委书记
9. 乌训，越共昆嵩省委内政部部长
10. 郑越雄，太原省委副书记、人民委员会主席
11. 裴光辉，胡志明共青团中央委员会常务书记
12. 阮飞龙，平定省委副书记、人民委员会主席
13. 胡文蒙，越共庆和省委常务委员、省委宣教部部长
14. 潘如愿，越共薄辽省委常务委员、人民议会副主席
15. 伊荣德，越共得乐省委常务委员、奔胡市委书记
16. 梁阮明哲，越共岘港市委常务副书记、市人民议会主席
17. 王国俊，越共北宁省人民委员会常务副主席
18. 梅阿往，越共奠边省委常务委员、奠边东县委书记
19. 黄国越，越共金瓯省委常务副书记
20. 阮明宇，外交部副部长

## 历次全体会议

### 一中全会
越南共产党第十三届中央委员会第一次全体会议（简称越共十三届一中全会）于2021年1月31日在河内举行，选举政治局、总书记、书记处、中央检查委员会、中央检查委员会主任。

### 二中全会
越南共产党第十三届中央委员会第二次全体会议（简称越共十三届二中全会）于2021年2月8日－2月9日在河内举行，全会讨论和决定越共第十三届中央委员会在任期内的工作计划，推荐提名国家机构高级领导职务人选和其他重要问题。

### 三中全会
越南共产党第十三届中央委员会第三次全体会议（简称越共十三届三中全会）于2021年7月5日－7月8日在河内举行。

### 四中全会
越南共产党第十三届中央委员会第五次全体会议（简称越共十三届四中全会）于2021年10月4日－10月9日在河内举行。

### 五中全会
越南共产党第十三届中央委员会第五次全体会议（简称越共十三届五中全会）于2022年5月4日－5月10日在河内举行。

### 六中全会
越南共产党第十三届中央委员会第六次全体会议（简称越共十三届六中全会）于2022年10月3日－10月9日在河内举行。

### 特别会议
越南共产党第十三届中央委员会特别会议于2022年12月30日在河内举行，范平明辞去越共第十三届中央政治局委员、中央委员职务，武德儋辞去越共第十三届中央委员职务。
越南共产党第十三届中央委员会特别会议于2023年1月17日在河内举行，阮春福辞去越共第十三届中央政治局委员、中央委员职务，武德儋辞去越共第十三届中央委员职务。

### 七中全会
越南共产党第十三届中央委员会第七次全体会议（简称越共十三届七中全会）于2023年5月15日－5月17日在河内举行。

### 八中全会
越南共产党第十三届中央委员会第八次全体会议（简称越共十三届八中全会）于2023年10月2日－10月8日在河内举行。

### 九中全会
越南共产党第十三届中央委员会第九次全体会议（简称越共十三届九中全会）于2024年5月16日－5月18日在河内举行。